# Luigia Coccia
Luigia Coccia S.M.C, je italská římskokatolická řeholnice a misionářka, jedna z prvních sedmi žen jmenovaných členkami Kongregace pro společnosti zasvěceného života a společnosti apoštolského života, druhého nejvýše postaveného oddělení Římské kurie, správní instituce Svatého stolce, od 8. července 2019, kdy byla jmenována papežem Františkem.
Dne 21. září 2016 byla zvolena novou generální představenou Misionářek Comboni, kde vystřídala Luziu Premoli.